# Andrea Fluttero
Andrea Fluttero (Chivasso, 17 febbraio 1958) è un politico italiano.

## Carriera politica
Dal 1985 al 1995 è stato consigliere comunale ed assessore a Castagneto Po, presidente del Parco delle Colline Torinesi e consigliere della Provincia di Torino.
Nel 1997 viene eletto sindaco di Chivasso a capo di una coalizione Forza Italia - Alleanza Nazionale; viene riconfermato sindaco dello stesso Comune alle elezioni del 2002.
Nel 2006 viene eletto senatore per Alleanza Nazionale. Nel corso della XV legislatura è componente della 6ª Commissione permanente (Finanze e tesoro) e della Commissione parlamentare per le questioni regionali
Nel 2008 viene eletto senatore per Il Popolo della Libertà. È segretario della 13ª Commissione permanente (Territorio, ambiente, beni ambientali), con una percentuale di presenze in aula del 92,47 e un costante impegno sui temi della Green Economy.
Ricandidato al Senato nel 2013 con il PdL in Piemonte, risulta il primo dei non eletti.
Alle regionali in Piemonte del 2014 si candida a Consigliere regionale con Forza Italia, ma non viene eletto. Ad aprile 2018 diviene Consigliere regionale del Piemonte subentrando a Daniela Ruffino, eletta deputata.